# 大村英昭
大村 英昭（おおむら えいしょう、1942年10月2日 - 2015年9月21日）は、日本の社会学者、筑紫女学園大学学長、大阪大学名誉教授、関西学院大学国内客員教授。専門は臨床社会学、宗教社会学。

## 来歴
大阪市生まれ。1965年京都大学文学部哲学科卒業、1970年同大学院博士課程単位取得退学。神戸商科大学助教授、大阪大学人間科学部教授、2002年退職、名誉教授、関西学院大学教授。2011年定年退職。関西学院大学大学院社会学研究科国内客員教授、相愛大学特別任用教授、筑紫女学園大学学長。浄土真宗本願寺派円龍寺16世。関西社会学会会長、日本犯罪社会学会理事などを務めた。2015年9月21日、転移性肺がんのため死去。72歳没。

## 著書
- 『非行の社会学』世界思想社 1980「非行のリアリティ」増補版
- 『死ねない時代 いま、なぜ宗教か』有斐閣 1990
- 『宗教のこれから 日本仏教がもつ可能性』有斐閣選書 1996
- 『現代社会と宗教 宗教意識の変容』岩波書店（叢書現代の宗教）1996
- 『日本人の心の習慣 鎮めの文化論』日本放送出版協会（NHKライブラリー）1997
- 『臨床仏教学のすすめ』世界思想社 2003

## 共編著
- 『逸脱の社会学 烙印の構図とアノミー』宝月誠共著 新曜社 1979
- 『現代人の宗教』西山茂共編 有斐閣 1988
- 『社会学入門』井上俊共著 放送大学 1991
- 『文明としてのネットワーク』林敏彦共編著 NTT出版 1994
- 『ファミリズムの再発見』井上真理子共編 世界思想社 1995
- 『蓮如 転換期の宗教者』山折哲雄共編 小学館 1997
- 『臨床社会学のすすめ』野口裕二共編 有斐閣アルマ 2000
- 『臨床社会学を学ぶ人のために』編 世界思想社 2000
- 『臨床社会学の実践』野口裕二共編 有斐閣選書 2001
- 『社会文化理論ガイドブック』宮原浩二郎、名部圭一共編 ナカニシヤ出版 2005
- 『生命倫理における宗教とスピリチュアリティ』藤井美和、浜野研三、窪寺俊之共編著 晃洋書房 2010
- 『上手な逝き方』嵐山光三郎共著 集英社新書 2010（2011年11月絶版・回収[2]）
- 『新自殺論　自己イメージから自殺を読み解く社会学』阪本俊生共編 青弓社 2020

### 批判
- 真宗カトリシズム批判（釋眞弌）